# Labarthe (Gers)
Labarthe – miejscowość i gmina we Francji, w regionie Oksytania, w departamencie Gers.
Według danych na rok 1990 gminę zamieszkiwało 151 osób, a gęstość zaludnienia wynosiła 23 osób/km² (wśród 3020 gmin regionu Midi-Pireneje Labarthe plasuje się na 912. miejscu pod względem liczby ludności, natomiast pod względem powierzchni na miejscu 1361.).